# Trinidad Silva
Trinidad Silva (* 30. Januar 1950 in Mission, Texas; † 31. Juli 1988 in Whittier, Kalifornien) war ein US-amerikanischer Schauspieler.

## Leben
Silva begann seine Karriere 1977 mit einer Gastrolle in der Fernsehserie Baretta. Nach einigen weiteren Gastrollen und kleinen Spielfilmauftritten wie in Reichtum ist keine Schande erhielt er 1981 die wiederkehrende Rolle des Gangmitgliedes Jesus Martinez in der Serie Polizeirevier Hill Street, die er bis 1987 in 26 Episoden darstellte. Gegen Ende der 1980er Jahre hatte er zudem einige größere Filmrollen. In Colors – Farben der Gewalt spielte er Leo „Frog“ Lopez an der Seite von Sean Penn, Robert Duvall und Don Cheadle. In Eine verrückte Reise durch die Nacht trat er als Tito neben Keanu Reeves auf.
Während der Dreharbeiten zur Weird-Al-Yankovic-Komödie UHF – Sender mit beschränkter Hoffnung verunglückte Silva tödlich bei einem von einem betrunkenen Autofahrer verursachten Verkehrsunfall. Seine Frau und sein Sohn wurden leicht verletzt. Der Film, in dem Silva eine größere Rolle hätte spielen sollen, wurde daraufhin teilweise umgeschrieben und im Abspann seinem Andenken gewidmet.

## Filmografie (Auswahl)

### Fernsehen
- 1977: Baretta
- 1981: Barney Miller
- 1981: Lou Grant
- 1981–1987: Polizeirevier Hill Street
- 1982: T.J. Hooker
- 1986: Hunter (Fernsehserie, Folge 2x16: Fagin 1986)

### Film
- 1979: Reichtum ist keine Schande
- 1979: Walk Proud
- 1983: Die Chaotenclique
- 1984: Crackers – Fünf Gauner machen Bruch (Crackers)
- 1988: Colors – Farben der Gewalt
- 1988: Milagro – Der Krieg im Bohnenfeld
- 1988: Eine verrückte Reise durch die Nacht
- 1989: UHF – Sender mit beschränkter Hoffnung